# Adam Katona
Adam Katona (* 10. srpna 1986 Pardubice) je český písničkář, textař a také spisovatel.
Hudbě, vlastní tvorbě a vystupování se věnuje od dětství. Vystudoval střední pedagogickou školu v Litomyšli. Doprovází se na kytaru. V letech 2001 – 2005 účinkoval v duu s českotřebovským kytaristou Lukášem Šulcem. 8. února 2005 se setkal s Jiřím Černým, který začal jeho demonahrávky pouštět v rozhlase a na svých poslechových pořadech. Mluví o něm jako o velkém talentu, o svém největším objevu od prvního alba Radůzy (Andělové z nebe, 2001). V roce 2007 vyšlo Katonovo autorské album – Pod lampou skloněnou. Hosté na křtu byli Vladimír Merta, Vlastimil Třešňák, Petr Skoumal a Jiří Černý. V témže roce vystoupil písničkář na festivalu Folkové prázdniny v Náměšti nad Oslavou.
V letech 2005 – 2007 se Adam Katona prezentoval sám, v období 2008 – 2010 příležitostně s doprovodnou kapelou Elvis je taky bere, od té doby opět sólo. 2009 – 2010 účinkoval v písničkářském projektu Hudební sklepy. Od roku 2001 do současnosti spolupracuje se svým bývalým učitelem hudby, litomyšlským kytaristou, skladatelem a producentem svých nahrávek Richardem Janem Müllerem. V roce 2011 byl finalistou pěvecké soutěže Czechtalent Zlín. 20. září 2011 vyšlo nové autorské studiové album Adama Katony Můj vzkaz doletí.
Adam Katona se věnuje také literatuře, poezii i próze. V roce 2014 vydává debutový novelistický román Pseudoprávníci.

## Dílo

### Diskografie
- Pod lampou skloněnou, Indies Happy Trails Records 2007
- Můj vzkaz doletí, 2011

### Poezie
- Lehce osamělí kluci od široké řeky 2011
- ANDREA a jiné básně 2013

### Próza
- Pseudoprávníci 2014

### Samplery
- Zahrada písničkářů - semifinále Turnov 2004, 2004 (Píseň o komárech)
- Zahrada písničkářů - semifinále Turnov 2005, 2005 (Vybráno)